# ایمکیه کلورینگ
ایمکیه کلورینگ (هلندی: Ymkje Clevering؛ زادهٔ ۱۷ ژوئیهٔ ۱۹۹۵) قایقران روئینگ اهل هلند است.
وی در مسابقات کشوری و بین‌المللی در مجموع برندهٔ ۲ مدال نقره شده‌است.